# Dauphin Island
Ne doit pas être confondu avec Île Dolphin.
Dauphin Island est une ville située sur la partie orientale de l'ile Dauphin dans l’État américain de l'Alabama, dans le comté de Mobile. Selon le recensement de 2010, elle compte 1 238 habitants.
La ville, qui se trouve sur l'île barrière de Dauphin dans le golfe du Mexique, a été dévastée par l'ouragan Katrina le 29 août 2005. L'île Dauphin s'allonge sur 24 kilomètres (dont 13 pouvant être submergés par la marée) et ferme en partie la baie de Mobile. Elle se trouve connectée au continent américain par un pont routier à deux voies de 4,8 km de long construit en 1955. Détruit partiellement par l'ouragan Fréderic en 1979, il a été reconstruit pour sa partie endommagée en 1982 en béton précontraint

## Démographie
| 1990 | 2000  | 2010  | - |
| ---- | ----- | ----- | - |
| 824  | 1 371 | 1 238 | - |

## Source
- (en) Cet article est partiellement ou en totalité issu de l’article de Wikipédia en anglais intitulé « Dauphin Island, Alabama » (voir la liste des auteurs).